# Thibault Maqua
Thibault Maqua est un footballeur français né le 30 août 1977 à Chauny, évoluant au poste de gardien de but. Il est aujourd'hui éducateur et joueur à l'Union sportive de Chauny. 
Formé à Monaco puis à Cannes il passe pro en 1998 en rejoignant l'AC Ajaccio ou il demeure pendant quatre saisons (D2 puis D1). Après des passages à Martigues (National) puis Porto-Vecchio (CFA), il rejoint l'US Chauny en DH.

## Carrière
- 1991-1992 : US Chauny
- 1993-1995 :  AS Monaco
- 1997-1998 :  AS Cannes
- 1998-2002 :  AC Ajaccio
- 2002-2003 :  FC Martigues
- 2004- :  US Chauny[1]

## Palmarès
- Vainqueur du Championnat d'Europe des moins de 19 ans 1996 avec l'équipe de France

## Source
- Que sont-ils devenus in L'Équipe Magazine, n° 1324, page 57